# Gruppo cosmonauti TsPK 15/RKKE 17/RKKE 18
Il Gruppo cosmonauti TsPK 15/RKKE  17/RKKE  18 sono tre gruppi di cosmonauti  russi.

## Storia
Sono stati selezionati il 12 ottobre 2010 mentre Babkin e Kud'-Sverčkov del gruppo RKKE 17 erano già stati selezionati il 28 aprile 2010. Il gruppo è composto da due impiegati del GCTC, da un pilota militare (Prokop'ev) e da quattro ingegneri di RKK Ėnergija. L'addestramento generale dello spazio (OKP) è iniziato il 15 novembre 2010 per quasi tutti i candidati cosmonauti (Prokop'ev l'ha iniziato il 1º febbraio 2011) e si è concluso il 31 luglio 2012 tranne per Chomenčuk, Morozov e Vagner che hanno dovuto rieseguire qualche corso prima della qualifica. Il 12 novembre 2012 Vagner è stato nominato cosmonauta mentre Chomenčuk e Morozov si sono ritirati.
Cosmonauti del Gruppo TsPK 15:
- Aleksej Chomenčuk[1] (Rit.)
- Denis Matveev[2]

Sojuz MS-21 (Exp 67) (Rit.)
- Sergej Prokop'ev[3]

Sojuz MS-09 (Exp 56/57)
Sojuz MS-22/ Sojuz MS-23 (Exp 68/69) ─ Missione annuale
Cosmonauti del Gruppo RKKE 17:
- Andrej Babkin[4]
- Sergej Kud'-Sverčkov[5]

Sojuz MS-17 (Exp 64)
Cosmonauti del Gruppo RKKE 18:
- Svjatoslav Morozov[6] (Rit.)
- Ivan Vagner[7]

Sojuz MS-16 (Exp 63)
Sojuz MS-26 (Exp 72)